# Neljudi (strip)
Neljudi je epizoda је Zagora objavljena u br. 145. u izdanju Veselog četvrtka. Na kioscima se pojavila 14.3.2019. Koštala je 270 din. (2,27 €; 2,65 $) Imala je 94 strane. Drugi deo epizode obavljen je u broju 145. pod nazivom Ubice iz svemira.

## Originalna epizoda
Originalna epizoda pod nazivom Non umani objavljena je premijerno u br. 613. regularne edicije Zagora u izdanju Bonelija u Italiji 3. avgusta 2016. Epizodu je nacrtao Emanuele Barison, a scenario napisao Moreno Burattini. Naslovnicu je nacrtao Galijeno Feri. Koštala je 3,5 €.

## Kratak sadržaj
Veoma moćna, misteriozna svetlost koja sjaji noću privukla je indijske lovce koji su potom nestali. Sutradan, misteriozno biće počinje da ubija rudare, lovce i vojnike po šumi. Zagor i Tonka počinju da istražuju. Čiko nailazi na na trapera pod imenom Hejz i priseća se kako je Hejz svojevremeno završio u svemirskom brodu vanzemaljca po imenu Varzak, što je opisano u jednoj od prethodnoh epizoda. Hejz se vratio zajedno sa vanzemaljcima da se osveti Zagoru.

## Veza sa prethodnim epizodama
Epizoda je nastavak prethodnih epizoda pod nazivom Vatra s neba i Pretnja iz svemira. Ovde dve epizode štampane premijerno u Italiji pod br. 457. i 458. regularne edicije u avgustu, odnosno septembru 2003. godine. Te dve epizode do sada nisu objavljene u Srbiji, ali jesu u Hrvatskoj u izdanju Ludensa br. 140. i 141.

## Inspiracija filmom Predator
Ova epizoda, kao i prethodnica ove priče, inspirisane su filmom Dž. Mektirnena Predator (1987).

## Prethodna i naredna epizoda
Prethodna epizoda zvala se Plamen nad Merivelom (#144), a naredna Ubice iz svemira (#146).